# Mimleucania
Mimleucania là một chi bướm đêm thuộc họ Noctuidae.

## Loài
- Mimleucania perstriata Hampson, 1909